# Danh sách giải thưởng và đề cử của Red Velvet
Dưới đây là danh sách đề cử và giải thưởng của nhóm nhạc nữ Hàn Quốc Red Velvet được thành lập và quản lý bởi công ty SM Entertainment vào năm 2015.

## Hàn Quốc

### Gaon Chart K-Pop Awards
| Năm  | Hạng mục                    | Đề cử cho  | Kết quả   |
| ---- | --------------------------- | ---------- | --------- |
| 2015 | Hot Performance Of The Year | Red Velvet | Đoạt giải |
| 2018 | Song Of August              | Power Up   | Đoạt giải |
| 2019 | Song Of December            | Psycho     | Đoạt giải |
| 2021 | Song Of August              | Queendom   | Đoạt giải |

### Golden Disc Awards
| Năm  | Hạng mục                        | Đề cử cho        | Kết quả   |
| ---- | ------------------------------- | ---------------- | --------- |
| 2015 | Digital Song Bonsang            | Happiness        | Đề cử     |
| 2015 | Rookie Artist Of The Year       | Red Velvet       | Đoạt giải |
| 2016 | Digital Daesang                 | Ice Cream Cake   | Đề cử     |
| 2016 | Digital Song Bonsang            | Ice Cream Cake   | Đoạt giải |
| 2016 | Album Bonsang                   | The Red          | Đề cử     |
| 2017 | Digital Song Bonsang            | Russian Roulette | Đề cử     |
| 2017 | Album Bonsang                   | Russian Roulette | Đề cử     |
| 2017 | Ceci Asia Icon Award            | Red Velvet       | Đoạt giải |
| 2018 | Digital Daesang                 | Red Flavor       | Đề cử     |
| 2018 | Digital Song Bonsang            | Red Flavor       | Đoạt giải |
| 2018 | Album Bonsang                   | Perfect Velvet   | Đề cử     |
| 2021 | Digital Daesang                 | Psycho           | Đề cử     |
|      | Digital Song Bonsang            | Psycho           | Đoạt giải |
| 2022 | Digital Song Bonsang            | Queendom         | Đề cử     |
| 2022 | Album Bonsang                   | Queendom         | Đề cử     |
| 2022 | Seezn Most Popular Artist Award | Red Velvet       | Đề cử     |

### Korean Entertainment Arts Awards
| Năm  | Hạng mục               | Đề cử cho  | Kết quả   |
| ---- | ---------------------- | ---------- | --------- |
| 2015 | Best Rookie Award      | Red Velvet | Đoạt giải |
| 2016 | Netizen's Choice Award | Red Velvet | Đoạt giải |

### MBC MusicShow ChampionAwards
| Năm  | Hạng mục                    | Đề cử cho   | Kết quả |
| ---- | --------------------------- | ----------- | ------- |
| 2015 | Best Performance Girl Group | "Dumb Dumb" | Đề cử   |

### MelOn Music Awards
| Năm  | Hạng mục                    | Đề cử cho                 | Kết quả   |
| ---- | --------------------------- | ------------------------- | --------- |
| 2014 | Best New Artist             | Red Velvet                | Đề cử     |
| 2015 | Best Dance Award ( Female ) | Ice Cream Cake            | Đoạt giải |
| 2016 | Top 10 Artist ( Bonsang )   | Red Velvet                | Đoạt giải |
| 2016 | Best Dance Award ( Female ) | Russian Roulette          | Đề cử     |
| 2016 | Music Video Of The Year     | Russian Roulette          | Đoạt giải |
| 2017 | Top 10 Artist ( Bonsang )   | Red Velvet                | Đoạt giải |
| 2017 | Best Dance Award ( Female ) | Red Flavor                | Đề cử     |
| 2018 | Netizen Popularity Award    | Red Velvet                | Đề cử     |
| 2019 | Netizen Popularity Award    | Red Velvet                | Đề cử     |
| 2020 | Song Of The Year            | Psycho                    | Đề cử     |
| 2020 | Album Of The Year           | The Reve Festival: Finale | Đề cử     |
| 2020 | Best Dance Award ( Female ) | Psycho                    | Đề cử     |
| 2021 | Netizen Popularity Award    | Red Velvet                | Đề cử     |

### Mnet Asian Music Awards
| Năm  | Hạng mục                              | Đề cử cho              | Kết quả   |
| ---- | ------------------------------------- | ---------------------- | --------- |
| 2015 | Best Dance Performance - Female Group | Ice Cream Cake         | Đoạt giải |
| 2016 | Best Female Group                     | Red Velvet             | Đề cử     |
| 2016 | Best Dance Performance - Female Group | Russian Roulette       | Đề cử     |
| 2017 | Qoo10 Song Of The Year                | Red Flavor             | Đề cử     |
| 2017 | Best Female Group                     | Red Velvet             | Đoạt giải |
| 2017 | Best Dance Performance - Female Group | Red Flavor             | Đề cử     |
| 2017 | Favorite Kpop Star                    | Red Velvet             | Đề cử     |
| 2018 | Album Of The Year                     | The Perfect Red Velvet | Đề cử     |
| 2018 | Best Female Group                     | Red Velvet             | Đề cử     |
| 2018 | Best Dance Performance - Female Group | Bad Boy                | Đề cử     |
| 2018 | Favorite Dance Artist ( Female )      | Red Velvet             | Đề cử     |
| 2019 | Best Female Group                     | Red Velvet             | Đề cử     |
| 2019 | Best Dance Performance - Female Group | Zimzalabim             | Đề cử     |
| 2020 | Song Of The Year                      | Psycho                 | Đề cử     |
| 2020 | Best Female Group                     | Red Velvet             | Đề cử     |
| 2020 | Best Dance Performance - Female Group | Psycho                 | Đề cử     |
| 2021 | Best Female Group                     | Red Velvet             | Đề cử     |
| 2021 | Best Dance Performance - Female Group | Queendom               | Đề cử     |
| 2021 | Worldwide Fan Choice                  | Red Velvet             | Đề cử     |

### SBS MTV Best of the Best
| Năm  | Hạng mục         | Đề cử cho    | Kết quả   |
| ---- | ---------------- | ------------ | --------- |
| 2014 | Best New Artist  | Red Velvet   | Đề cử     |
| 2014 | Best Remake Song | "Be Natural" | Đoạt giải |

### Seoul Music Awards
| Năm  | Hạng mục         | Đề cử cho  | Kết quả   |
| ---- | ---------------- | ---------- | --------- |
| 2014 | New Artist Award | Red Velvet | Đoạt giải |
| 2015 | Bonsang          | Red Velvet | Đoạt giải |
| 2016 | Bonsang          | Red Velvet | Đoạt giải |
| 2017 | Bonsang          | Red Velvet | Đoạt giải |
| 2018 | Bonsang          | Red Velvet | Đoạt giải |
| 2019 | Bonsang          | Red Velvet | Đoạt giải |

### Simply Kpop Awards
| Năm  | Hạng mục                    | Đề cử cho | Kết quả   |
| ---- | --------------------------- | --------- | --------- |
| 2015 | Best Performance Girl Group | Dumb Dumb | Đoạt giải |

### Soribada Best K-Music Award
| Năm  | Hạng mục               | Đề cử cho  | Kết quả   |
| ---- | ---------------------- | ---------- | --------- |
| 2017 | Bonsang                | Red Velvet | Đoạt giải |
| 2017 | Icon Award             | Red Velvet | Đoạt giải |
| 2018 | Bonsang                | Red Velvet | Đoạt giải |
| 2018 | Artist Award           | Red Velvet | Đoạt giải |
| 2019 | Best Stage Of The Year | Red Velvet | Đoạt giải |
| 2019 | Bonsang                | Red Velvet | Đoạt giải |
| 2020 | Bonsang                | Red Velvet | Đoạt giải |
| 2020 | Special Hallyu Awards  | Red Velvet | Đoạt giải |

### Korean Music Awards
| Năm  | Hạng mục      | Đề cử cho  | Kết quả   |
| ---- | ------------- | ---------- | --------- |
| 2018 | Best Pop Song | Red Flavor | Đoạt giải |

## Quốc tế

### BreakTudo Awards
| Năm  | Hạng mục                  | Đề cử cho                         | Kết quả |
| ---- | ------------------------- | --------------------------------- | ------- |
| 2018 | K-pop Female Group        | Red Velvet                        | Đề cử   |
| 2019 | Collaboration Of The Year | Ellie Goulding, Diplo, Red Velvet | Đề cử   |
| 2019 | K-pop Female Group        | Red Velvet                        | Đề cử   |
| 2020 | K-pop Female Group        | Red Velvet                        | Đề cử   |

### Teen Choice Awards
| Năm  | Hạng mục                       | Đề cử cho                                           | Kết quả   |
| ---- | ------------------------------ | --------------------------------------------------- | --------- |
| 2019 | Choice Electronic / Dance Song | "Close to me" ( Ellie Goulding, Diplo, Red Velvet ) | Đoạt giải |

## Giải thưởng khác
| Năm                                              | Hạng mục                                             | Đề cử cho    | Kết quả   | Chú thích |
| ------------------------------------------------ | ---------------------------------------------------- | ------------ | --------- | --------- |
| SBS MTV Best of the Best                         |                                                      |              |           |           |
| 2014                                             | Best New Artist                                      | Red Velvet   | Đề cử     | [ 6 ]     |
| 2014                                             | Best Remake Song                                     | "Be Natural" | Đoạt giải | [ 6 ]     |
| SBS Gayo Daejeon                                 |                                                      |              |           |           |
| 2014                                             | Best New Artist                                      | Red Velvet   | Đề cử     |           |
| Simply K-Pop Awards                              |                                                      |              |           |           |
| 2015                                             | Best Performance Girl Group                          | Red Velvet   | Đoạt giải | [ 7 ]     |
| MBC Music Show Champion Awards                   |                                                      |              |           |           |
| 2015                                             | Best Performance Girl Group                          | "Dumb Dumb"  | Đề cử     |           |
| Social Welfare 2017                              |                                                      |              |           |           |
| 2017                                             | Seoul Mayor's Award                                  | Red Velvet   | Đoạt giải | [ 8 ]     |
| Sports DongA Awards                              |                                                      |              |           |           |
| 2017                                             | Summer Queens of the Year                            | Red Velvet   | Đoạt giải | [ 9 ]     |
| Korean Entertainment Producer Association Awards |                                                      |              |           |           |
| 2018                                             | Artist of the Year                                   | Red Velvet   | Đoạt giải | [ 10 ]    |
| Korea Producer Awards                            |                                                      |              |           |           |
| 2018                                             | Performer Award (Singer category)                    | Red Velvet   | Đoạt giải |           |
| KBS World Global Fan Awards                      |                                                      |              |           |           |
| 2018                                             | Best Artist (Female)                                 | Red Velvet   | Đoạt giải |           |
| Korean Popular Culture and Arts Awards           |                                                      |              |           |           |
| 2018                                             | Minister of Culture, Sports and Tourism Commendation | Red Velvet   | Đoạt giải | [ 11 ]    |
| Korea First Brand Awards                         |                                                      |              |           |           |
| 2018                                             | Female Idol                                          | Red Velvet   | Đoạt giải | [ 12 ]    |
| V Live Awards                                    |                                                      |              |           |           |
| 2019                                             | Artist Top 10                                        | Red Velvet   | Đoạt giải | [ 13 ]    |
| 2019                                             | Best Channel – 1 Million Followers                   | Red Velvet   | Đoạt giải | [ 14 ]    |

## Chương trình âm nhạc

### The Show
| Năm  | Ngày       | Bài hát               |
| ---- | ---------- | --------------------- |
| 2015 | 31 tháng 3 | "Ice Cream Cake"      |
| 2015 | 15 tháng 9 | "Dumb Dumb"           |
| 2016 | 22 tháng 3 | "One Of These Nights" |
| 2016 | 13 tháng 9 | "Russian Roulette"    |
| 2016 | 20 tháng 9 | "Russian Roulette"    |
| 2017 | 7 tháng 2  | "Rookie"              |
| 2018 | 21 tháng 8 | "Power Up"            |
| 2019 | 27 tháng 8 | "Umpah Umpah"         |

### Show Champion
| Năm  | Ngày        | Bài hát               |
| ---- | ----------- | --------------------- |
| 2015 | 1 tháng 4   | "Ice Cream Cake"      |
| 2015 | 16 tháng 9  | "Dumb Dumb"           |
| 2016 | 23 tháng 3  | "One Of These Nights" |
| 2016 | 21 tháng 9  | "Russian Roulette"    |
| 2017 | 8 tháng 2   | "Rookie"              |
| 2017 | 15 tháng 2  | "Rookie"              |
| 2017 | 19 tháng 7  | "Red Flavor"          |
| 2018 | 7 tháng 2   | "Bad Boy"             |
| 2018 | 15 tháng 8  | "Power Up"            |
| 2018 | 22 tháng 8  | "Power Up"            |
| 2019 | 26 tháng 6  | "Zimzalabim"          |
| 2019 | 28 tháng 8  | "Umpah Umpah"         |
| 2022 | 7 tháng 12  | "Birthday"            |
| 2022 | 14 tháng 12 | "Birthday"            |

### M Countdown
| Năm  | Ngày       | Bài hát               |
| ---- | ---------- | --------------------- |
| 2015 | 2 tháng 4  | "Ice Cream Cake"      |
| 2015 | 17 tháng 9 | "Dumb Dumb"           |
| 2015 | 24 tháng 9 | "Dumb Dumb"           |
| 2016 | 24 tháng 3 | "One Of These Nìghts" |
| 2016 | 15 tháng 9 | "Russian Roulette"    |
| 2016 | 22 tháng 9 | "Russian Roulette"    |
| 2017 | 9 tháng 2  | "Rookie"              |
| 2017 | 16 tháng 2 | "Rookie"              |
| 2017 | 20 tháng 7 | "Red Flavor"          |
| 2018 | 8 tháng 2  | "Bad Boy"             |
| 2018 | 15 tháng 2 | "Bad Boy"             |
| 2018 | 23 tháng 8 | "Power Up"            |
| 2018 | 30 tháng 8 | "Power Up"            |
| 2019 | 27 tháng 6 | "Zimzalabim"          |
| 2019 | 29 tháng 8 | "Umpah Umpah"         |
| 2021 | 26 tháng 8 | "Queendom"            |

### Music Bank
| Năm  | Ngày       | Bài hát               |
| ---- | ---------- | --------------------- |
| 2015 | 27 tháng 3 | "Ice Cream Cake"      |
| 2016 | 25 tháng 3 | "One Of These Nights" |
| 2017 | 10 tháng 2 | "Rookie"              |
| 2017 | 17 tháng 2 | "Rookie"              |
| 2017 | 21 tháng 7 | "Red Flavor"          |
| 2018 | 9 tháng 2  | "Bad Boy"             |
| 2018 | 17 tháng 8 | "Power Up"            |
| 2018 | 24 tháng 8 | "Power Up"            |
| 2019 | 28 tháng 6 | "Zimzalabim"          |
| 2019 | 30 tháng 8 | "Umpah Umpah"         |
| 2020 | 3 tháng 1  | "Psycho"              |
| 2020 | 10 tháng 1 | "Psycho"              |
| 2020 | 24 tháng 1 | "Psycho"              |
| 2021 | 27 tháng 8 | "Queendom"            |
| 2022 | 1 tháng 4  | "Feel My Rhythm"      |

### Show! Music Core
| Năm  | Ngày        | Bài hát          |
| ---- | ----------- | ---------------- |
| 2015 | 15 tháng 4  | "Ice Cream Cake" |
| 2017 | 22 tháng 7  | "Red Flavor"     |
| 2018 | 18 tháng 8  | "Power Up"       |
| 2019 | 29 tháng 6  | "Zimzalabim"     |
| 2019 | 31 tháng 8  | "Umpah Umpah"    |
| 2020 | 4 tháng 1   | "Psycho"         |
| 2020 | 11 tháng 1  | "Psycho"         |
| 2020 | 18 tháng 1  | "Psycho"         |
| 2021 | 28 tháng 8  | "Queendom"       |
| 2021 | 4 tháng 9   | "Queendom"       |
| 2021 | 11 tháng 9  | "Queendom"       |
| 2023 | 25 tháng 11 | "Chill Kill"     |

### Inkigayo
| Năm  | Ngày        | Bài hát               |
| ---- | ----------- | --------------------- |
| 2015 | 29 tháng 3  | "Ice Cream Cake"      |
| 2015 | 20 tháng 9  | "Dumb Dumb"           |
| 2016 | 27 tháng 4  | "One Of These Nights" |
| 2016 | 25 tháng 9  | "Russian Roulette"    |
| 2017 | 12 tháng 2  | "Rookie"              |
| 2017 | 19 tháng 2  | "Rookie"              |
| 2017 | 23 tháng 7  | "Red Flavor"          |
| 2017 | 10 tháng 12 | "Peek-A-Boo"          |
| 2018 | 14 tháng 1  | "Peek-A-Boo"          |
| 2018 | 11 tháng 2  | "Bad Boy"             |
| 2018 | 19 tháng 8  | "Power Up"            |
| 2018 | 26 tháng 8  | "Power Up"            |
| 2019 | 30 tháng 6  | "Zimzalabim"          |
| 2019 | 1 tháng 9   | "Umpah Umpah"         |
| 2020 | 5 tháng 1   | "Psycho"              |
| 2020 | 12 tháng 1  | "Psycho"              |
| 2020 | 19 tháng 1  | "Psycho"              |
| 2021 | 29 tháng 8  | "Queendom"            |
| 2021 | 12 tháng 9  | "Queendom"            |